# Joodse begraafplaatsen (Groningen)
De Joodse begraafplaatsen in de stad Groningen waren drie in getal. Twee van deze Joodse begraafplaatsen bestaan nog steeds.

## Jodenkamp
De Joodse inwoners van de stad Groningen begroeven hun doden sinds 1747 op een eigen begraafplaats. Deze was gelegen op een dwinger in de noordoostelijke vestingwal. Deze begraafplaats, de zogenaamde 'Jodenkamp', was tot 1827 in gebruik.
In 1954 werden graven op de Jodenkamp geruimd om plaats te maken voor nieuwbouw van de Rijksuniversiteit Groningen. Opgegraven stoffelijke resten werden herbegraven op de begraafplaats aan de Moesstraat. In 2006 werden bij voorbereidingen voor woningbouw van het Ebbingekwartier opnieuw menselijke resten gevonden op de locatie Jodenkamp. Deze werden herbegraven op de begraafplaats aan de Iepenlaan.

## Moesstraat
De Joodse begraafplaats aan de Moesstraat (53° 13' 50" NB, 6° 33' 2" OL) is deel van de Noorderbegraafplaats en werd in 1827 in gebruik genomen. Na het sluiten van de Jodenkamp in 1827 werden de Joden tot 1909 hier begraven. In dat jaar werd de begraafplaats aan de Iepenlaan in gebruik genomen. Op het Joodse deel van de Noorderbegraafplaats staan 906 grafstenen.

## Iepenlaan
De Joodse begraafplaats aan de Iepenlaan (53° 14' 25" NB, 6° 33' 16" OL) ligt tegenover begraafplaats Selwerderhof en ten zuiden van de noodbegraafplaats Klein Selwerderhof. Hij is vanaf 1909 in gebruik. Er bevinden zich 960 grafstenen en een oorlogsmonument. De opperrabbijnen Eliazer Hamburg en Abraham Asscher werden hier begraven.

## Gedenktekens
Op zowel de begraafplaats aan de Moesstraat als op de begraafplaats aan de Iepenlaan bevinden zich gedenktekens ter herinnering aan de doden die ooit zijn begraven aan de Jodenkamp. Deze gedenktekens zijn voorzien van een gedicht van stadsdichter Ronald Ohlsen. Ook op locatie van het Jodenkamp aan de Langestraat bevindt zich sinds 2012 een gedenkteken.

## Afbeeldingen

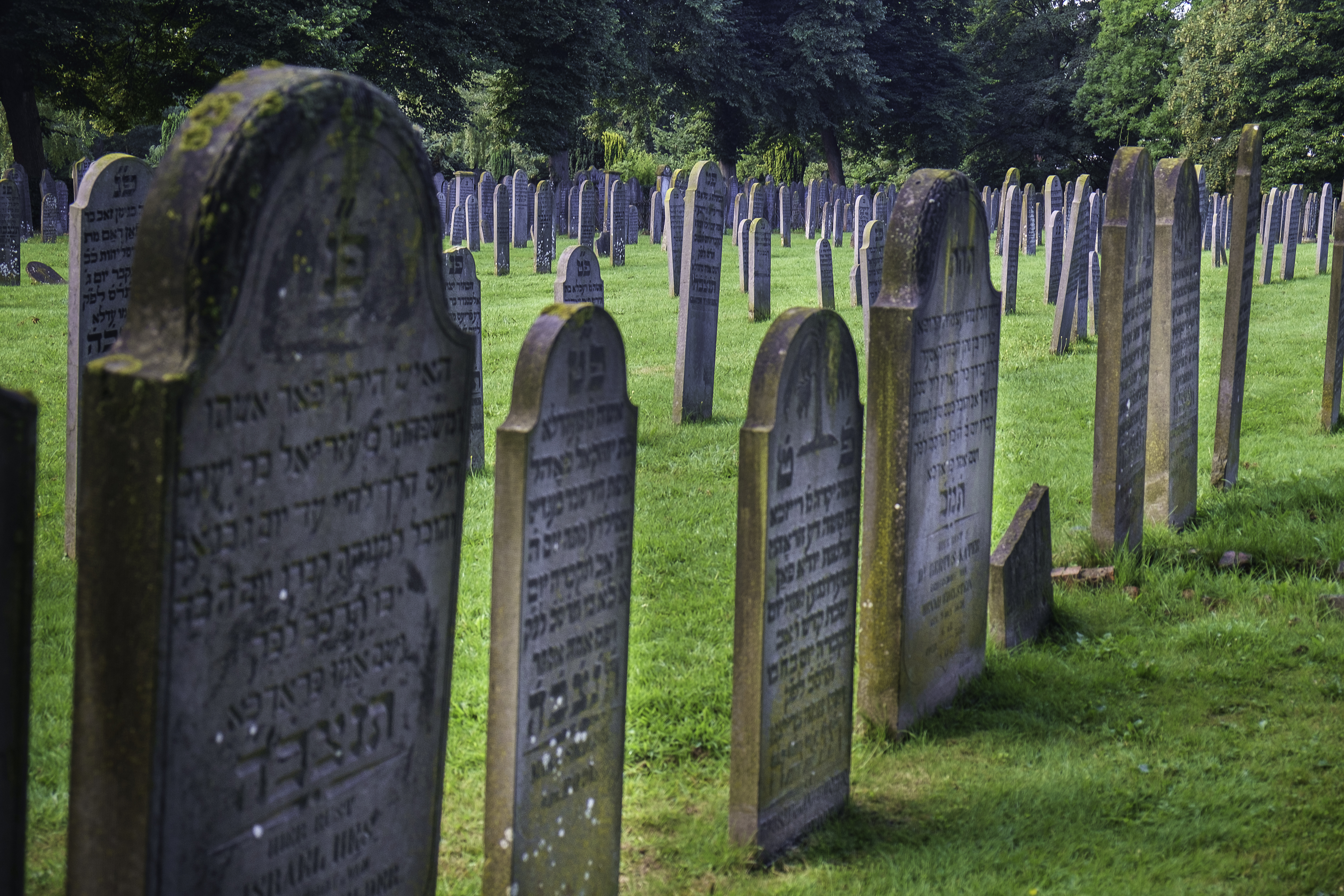
Grafstenen op het Joodse deel van de Noorderbegraafplaats (Moesstraat)
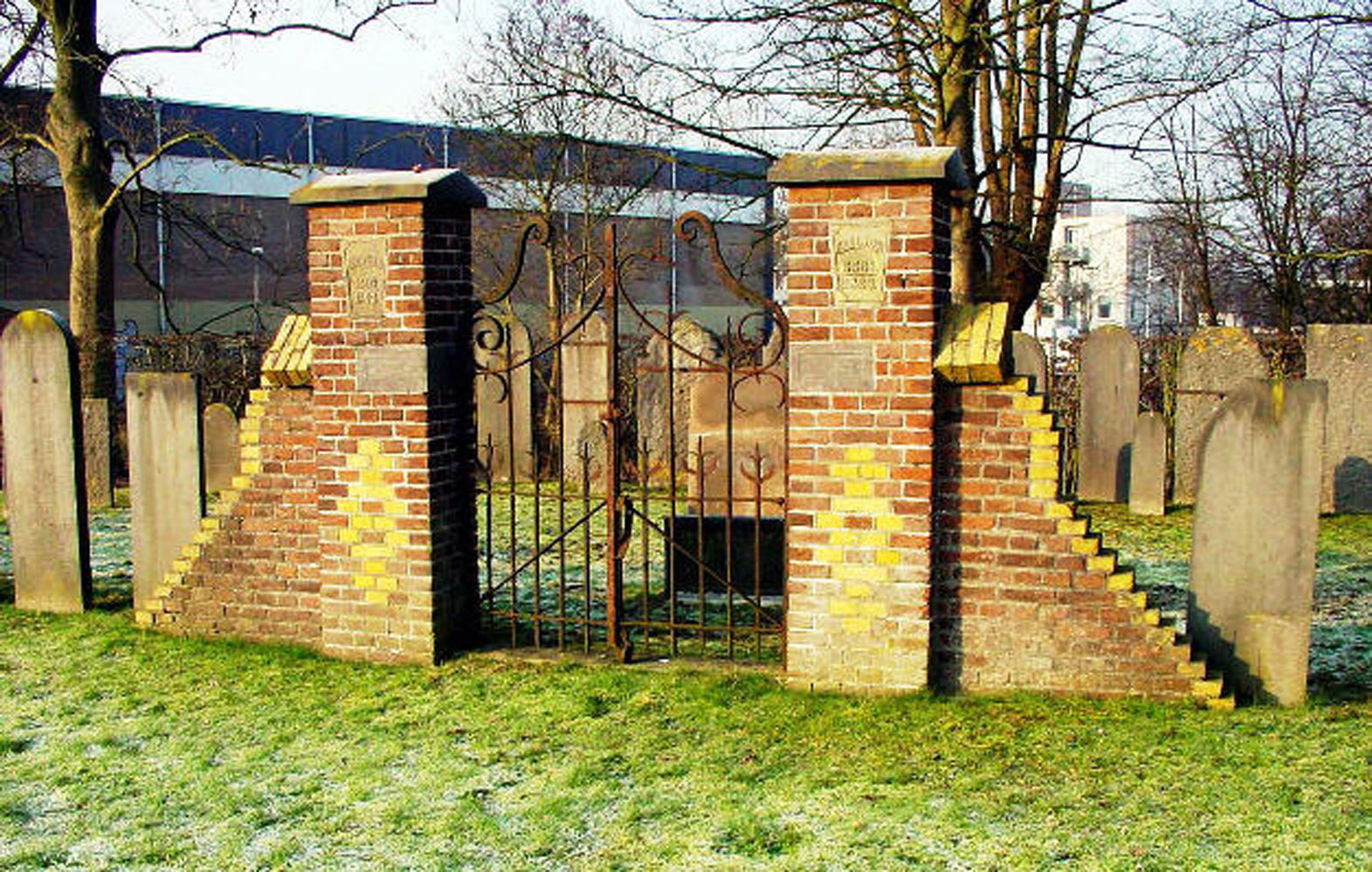
Toegangspoort tot de zogenoemde Jodenkamp, nu geplaatst op de begraafplaats aan de Moesstraat
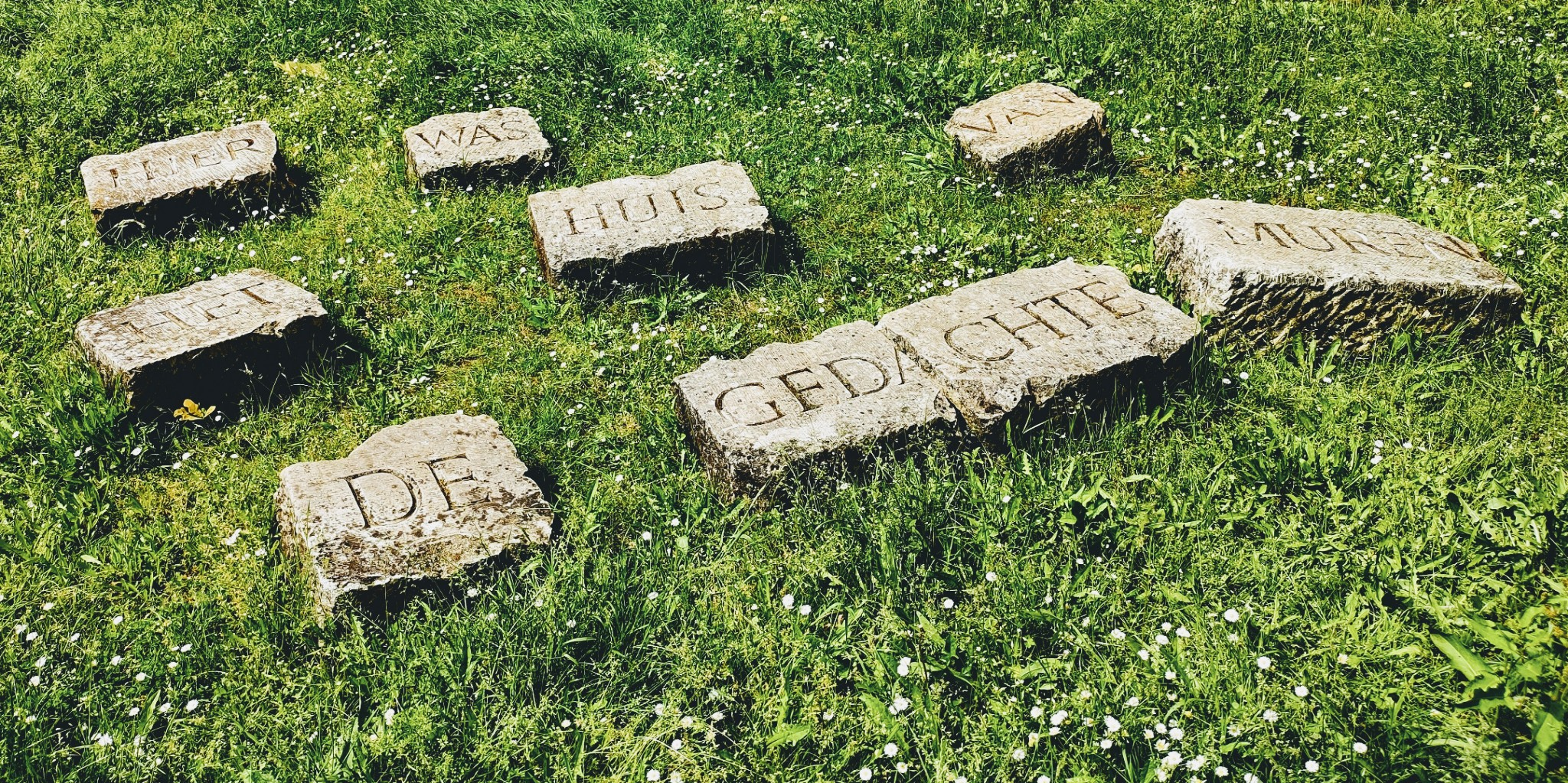
Herinneringsteken van kunstenaar Bettina Frunée Hier was het huis van de gedachte muren ter herinnering aan de Jodenkamp achter het Scheikundig Laboratorium (Het Paleis)